# Пентапалладийсамарий
Пентапалладийсамарий — бинарное неорганическое соединение
палладия и самария
с формулой SmPd5,
кристаллы.

## Получение
- Сплавление стехиометрических количеств чистых веществ:

{\displaystyle {\mathsf {5Pd+Sm\ {\xrightarrow {1120^{o}C}}\ SmPd_{5}}}}

## Физические свойства
Пентапалладийсамарий образует кристаллы
ромбической сингонии,
 
параметры ячейки a = 0,5253 нм, b = 0,9015 нм, c = 2,568 нм
.
Соединение образуется по перитектической реакции при температуре 1120 °C.